# Милич, Неманья
Неманья Милич (серб. Немања Милић; род. 25 мая 1990, Сомбор, САК Воеводина) — сербский футболист, выступавший на позиции нападающего.

## Клубная карьера
Воспитанник ФК «Спектар» (первый тренер — Бранислав Жакич).
Первым профессиональным клубом стал белградский ОФК, цвета которого защищал в 2006-13 годах. Начало карьеры у Милича получилось настолько ярким, что в начале 2009-го он попал на карандаш селекционерам «Ливерпуля».
Двумя годами позже находился в сфере интересов «Астон Вилла».
Летом-2013 стал игроком «Спартака» из Суботицы. В начале 2017-го перебрался в «Црвену Звезду».
28 декабря 2018 года стал игроком борисовского БАТЭ.
В ноябре 2022 года футболист попрощался с борисовским клубом, сказав, что по окончании контракта покидает клуб. Также о том, что футболист покидает клуб сообщили и в источниках.
В декабре 2022 года стал игроком клуба «Младост».
В сентябре 2023 года футболист объявил о завершении профессиональной карьеры.

## Достижения
Црвена звезда
- Чемпион Сербии: 2017/18